# 19353 Pierrethierry
19353 Pierrethierry (tên chỉ định: 1997 EQ30) là một tiểu hành tinh vành đai chính. Nó được phát hiện bởi Christian Buil ở Ramonville-Saint-Agne, Pháp, ngày 10 tháng 3 năm 1997. Nó được đặt theo tên Pierre Thierry, một kỹ sư thiết bị thiên văn Pháp.